# Hurricane (Eden Golan)
Hurricane is een nummer van de Israëlisch-Russische zangeres Eden Golan. Het werd geschreven door Avi Ohayon, Keren Peles en Stav Beger. Zij lieten zich inspireren door een Israëlisch perspectief op de door Hamas geleide aanval op Israël in 2023 en de emotionele nasleep ervan op Israëliërs. Het lied kwam uit op 10 maart 2024 en was de Israëlische inzending voor het Eurovisie Songfestival 2024 .
Het lied kreeg veel aandacht vanwege de oorspronkelijke titel October Rain, die samen met de tekst werd gezien als een politieke boodschap die verwees naar de oorlog tussen Israël en Hamas, ter ondersteuning van Israël en de Israel Defense Forces (IDF). Als gevolg hiervan verzocht de European Broadcasting Union (EBU), de organisatie achter het Eurovisie Songfestival, eind februari 2024 om een herschrijving van het nummer. Na meerdere inzendingen en herschrijvingen werd op 7 maart een definitieve versie, getiteld Hurricane, goedgekeurd door de EBU. Het nummer heeft, samen met Golan zelf, talloze oproepen gekregen tot uitsluiting van de wedstrijd.

## Eurovisiesongfestival
Het nummer werd op het Eurovisiesongfestival in Malmö door Golan gezongen in de tweede halve finale. Daarin behaalde de act de eerste plaats. Zo haalde Golan de finale, waarin ze  vijfde werd. In de finale kreeg de act de op een na meeste stemmen van de publieksjury. 